# Culture techno
Vous pouvez aider à l'améliorer ou bien discuter des problèmes sur sa page de discussion.
- Il ne cite pas suffisamment ses sources. Vous pouvez indiquer les passages à sourcer avec {{référence nécessaire}} ou {{Référence souhaitée}}, et inclure les références utiles en les liant aux notes de bas de page. (Marqué depuis janvier 2016)
- Il adopte un point de vue régional ou culturel particulier et nécessite une internationalisation. (Marqué depuis février 2016)

- Archive Wikiwix
- Bing
- Cairn
- DuckDuckGo
- E. Universalis
- Gallica
- Google
- G. Books
- G. News
- G. Scholar
- Persée
- Qwant
- (zh) Baidu
- (ru) Yandex
- (wd) trouver des œuvres sur Wikidata

La culture techno est un mouvement socio-culturel qui s’est développé pendant les années 1990. Elle décrit la sous-culture liée au style de musique techno au sens strict et à la musique dance au sens large.

## Philosophie et idéologie

### Musique
La musique électronique se trouve au premier plan de la scène techno. Celle-ci rappelle un rite tribal, du fait de sa structure rythmique monotone ou de son timbre sphérique. La danse et l'extase sont ici également des éléments importants. La musique sans paroles, parfois même sans mélodie offre, dans son caractère abstrait, différentes possibilités d’interprétation. Au départ, la scène techno se considérait comme un mouvement pacifique, où la tolérance et l’acceptation, mais aussi l’hédonisme avaient une grande importance : de nombreuses personnes d’horizons différents unis par la passion d’une même musique. De nombreux évènements reprennent des thèmes du mouvement hippie, comme « Summer of Love » ou le « Festival de Woodstock ». La Love Parade, entre autres, créée le slogan Love, Peace & Unity. D’autres considèrent la techno comme une avant-garde de la pop, comme une évolution d’innovations que les futuristes, la musique concrète et les festivals de musique atonale avaient préparées.
Dans le cadre de la commercialisation, des différences de conception de la musique controversées dans la scène Club, sont apparues. Au niveau de la philosophie nommée plus haut, on remarque une augmentation d’une posture de consommation, suivant la devise « plus haut, plus vite, plus loin ». Des modèles caractéristiques s’établissent aussi rapidement dans la culture techno. Ceux-ci sont souvent associés aux notions de la société du plaisir (interprétés en partie comme une compensation de la société du loisir moderne). Leurs priorités sont principalement les consommations récréatives et le divertissement. Avec leurs tenues criardes et colorées, les personnes se différencient de la génération de leurs parents et veulent que leur joie de vivre soit remarquée. La technologie et l’énergie font partie des éléments fondamentaux du mouvement.
En 1994, alors que la techno devient fortement populaire comme culture des jeunes, Jürgen Laarmann et le DJ WestBam proclament le terme controversé de « Raving Society » avec la vision que la culture techno peut s’étendre à toute la société grâce à de futures évolutions.

### Support audio
La musique étant la plupart du temps présentée par des DJ et principalement célébrée dans l’underground, les premiers disques sont sortis pour la plupart en faible tirage et sont bien souvent seulement disponibles en vinyles. Avec la diffusion de sets de DJ entiers sur des cassettes audio, la dénommée Mixtape était un objet convoité. Avec l’augmentation de la diffusion du format de fichiers MP3, sont apparus les premiers netlabels, où des artistes proposent leur musique en téléchargement gratuit.

### Style vestimentaire

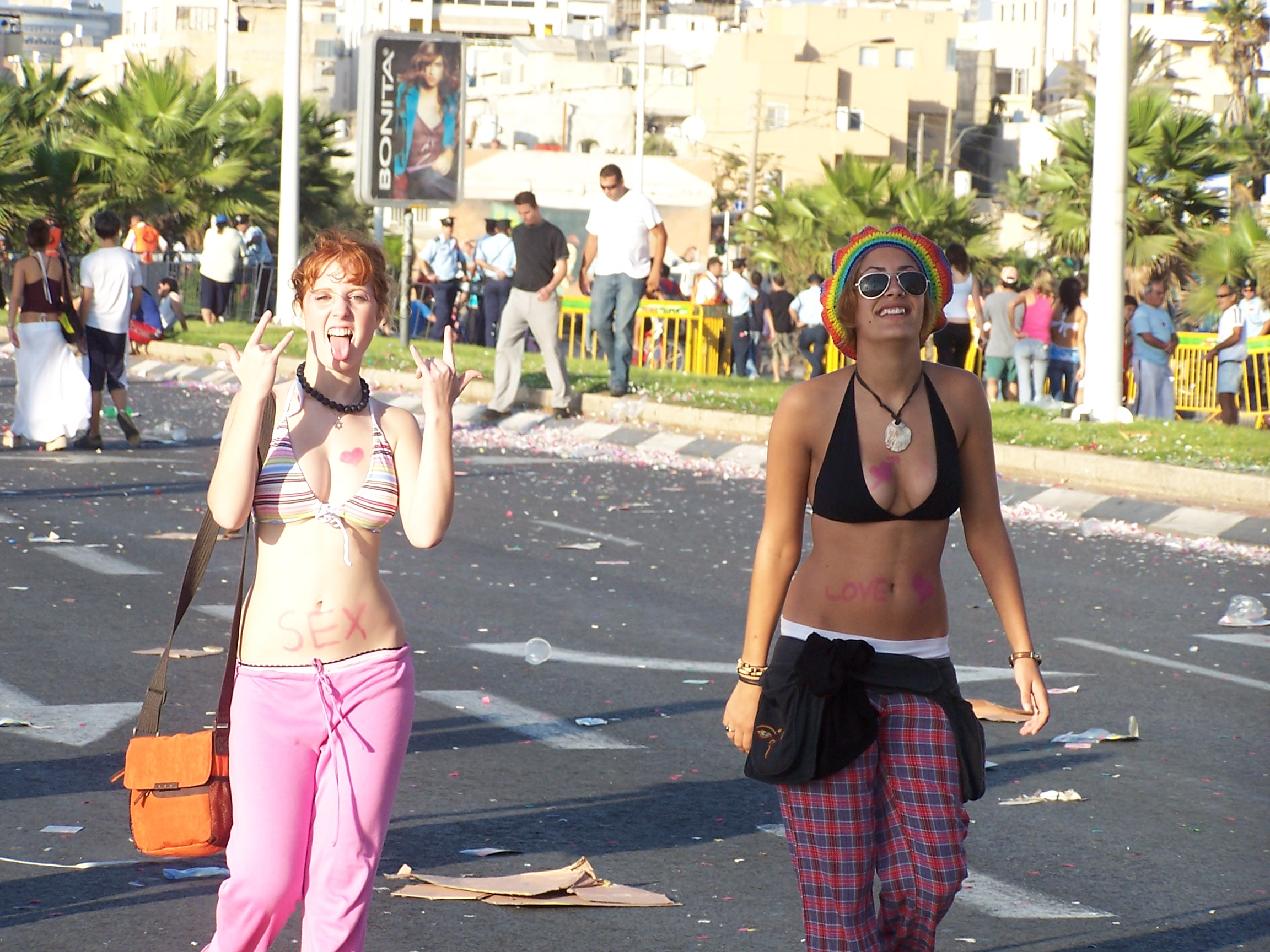
Deux femmes à la Love Parade de Tel Aviv.

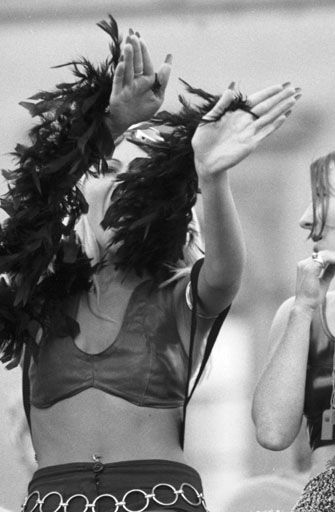
Raver avec un boa de plumes.

À ses débuts, la scène était représentée par l’apparition d’individus dans des vêtements inhabituels. Les sujets populaires étaient la plastique-esthétique, différents styles de fétichistes, les années 1970, les optiques de seconde main, les vêtements de sport rétro et la science-fiction. Lors des premières fêtes, on combinait des combinaisons de protection ou des gilets de sécurité et des masques avec des accessoires tels que des aspirateurs ou des lunettes faites maison avec des passoires. La plus grande influence était ici le groupe anglais Altern-8, qui s’affichait avec ce genre de tenues lors de leurs concerts et dans leurs clips. Bientôt, les tenues de sport des années 1970, les pantalons évasés de seconde main et d’autres éléments des thèmes nommés plus haut deviennent à la mode. Après 1992, les premières tendances modes commerciales, créées par l’industrie textile et griffées Clubwear et Streetwear apparaissent. Au niveau du Clubwear, il s’agit de plus en plus souvent d’articles de marques chers, combinés à une large gamme d’accessoires. Par conséquent, l’unification des vêtements de seconde main n’a pas cessé d’augmenter. Au milieu des années 1990, de nombreux participants à de grandes raves ont adopté un style commun composé de gants blancs, de tétines, de sifflets, de bonnets de nuit, de grands chapeaux et de pantalons à pattes d’éléphant. Lors de petites soirées dans des discothèques, un style uniforme a également commencé à s’établir avec des tee-shirts et des gilets moulants en nylon, des pantalons à pattes d’éléphant, des vestes en néoprène et des chaussures à semelles compensées, remplaçant de plus en plus les variantes vestimentaires individuelles. Les accessoires les plus répandus étaient les bracelets et colliers, les bagues et les bâtons lumineux (qui étaient utilisés pour créer des figures en danse). Le piercing s’est également établi comme accessoire de mode, en particulier sur le visage chez les adeptes du mouvement techno, ce à quoi Keith Flint, chanteur et danseur du groupe The Prodigy a clairement contribué.
Les marques populaires étaient par exemple Meucci, Amok, JP, Cordon, Freeman T.Porter, PsychoCowboy pour le vestimentaire, et S-Wear ou Buffalo pour les chaussures. Au sein même de la scène techno, cette forme de vêtements a provoqué quelques controverses concernant le commerce, l’underground et l’individualité.
Des codes vestimentaires différents se sont également développés pour les sous-parties de la scène. Par exemple, les personnes écoutant du gabber s’habillent clairement différemment des ravers habituels, mais ils restent généralement reconnaissables par leurs traits.
Aujourd’hui, le style vestimentaire de la culture techno est aussi hétérogène que la culture techno. Alors que des discothèques tels que le Berghain de Berlin favorise clairement un style de couleur plus sombre emprunté au mouvement gothique, du moins d’après le fameux videur Sven Marquardt, il n’est pas étrange de voir des accessoires colorés comme des bracelets fluorescents et des personnes légèrement vêtues dans certaines discothèques et lors de grands évènements, même si cela dépend de la météo. Lors de festivals comme le Festival Fusion, des éléments colorés du mouvement Holi se combinent également au reste.

### Design
Dans le design également, en particulier dans le graphisme, la culture techno a bientôt développé son propre langage qui existait déjà au début des années 1990 dans d’autres domaines culturels et rapidement, un techno-art est apparu. L’apparition de cette vague était la création du flyer, le « programme » des évènements techno et des discothèques du même style. Au départ, ceux-ci étaient encore imprimés avec motifs changeants et insolites mais bientôt, un style propre avec des polices d’écritures typiques fait son apparition. Ensuite, des animations par ordinateur contraignantes avec des couleurs synthétiques typiques (par exemple des couleurs néon criardes) sont privilégiées. Elles étaient accompagnées de polices qui présentaient des formes très carrées.
Parallèlement, un style minimaliste dans lequel on retrouvait les éléments de composition d’un minimum s’est développé. Seuls le noir et blanc et deux ou trois couleurs jouaient un rôle dans ce style ; les polices de ce mouvement minimaliste étaient aussi simples que celles des premiers ordinateurs. Certaines branches ont également développé leur propre style, comme la variante techno hardcore, qui s’est orienté vers les affiches de films d’horreurs et des bandes dessinées d’horreurs, ou le design psychédélique inspiré par le mouvement psytrance des années 1960.
À partir du milieu des années 1990, les styles du design techno se sont clairement diversifiés; des éléments rétro se sont de plus en plus implantés, ce qui rappelle l’ancienne époque.
Le design permet souvent de savoir de quel style de techno il s’agit. Des designs minimalistes, en noir et blanc indiquent le plus souvent l’acid techno ou les évènements de tek. Des flyers complexes et futuristes avec l’ajout de couleurs et d’éléments de composition rappelant la science-fiction, mais aussi parfois avec des photos de mannequins ou de DJs renvoient le plus souvent aux évènements de styles hardtechno et schranz. Dans la scène de trance psychédélique, des motifs indiens et des modèles psychédéliques sont souvent utilisés.

### Événements

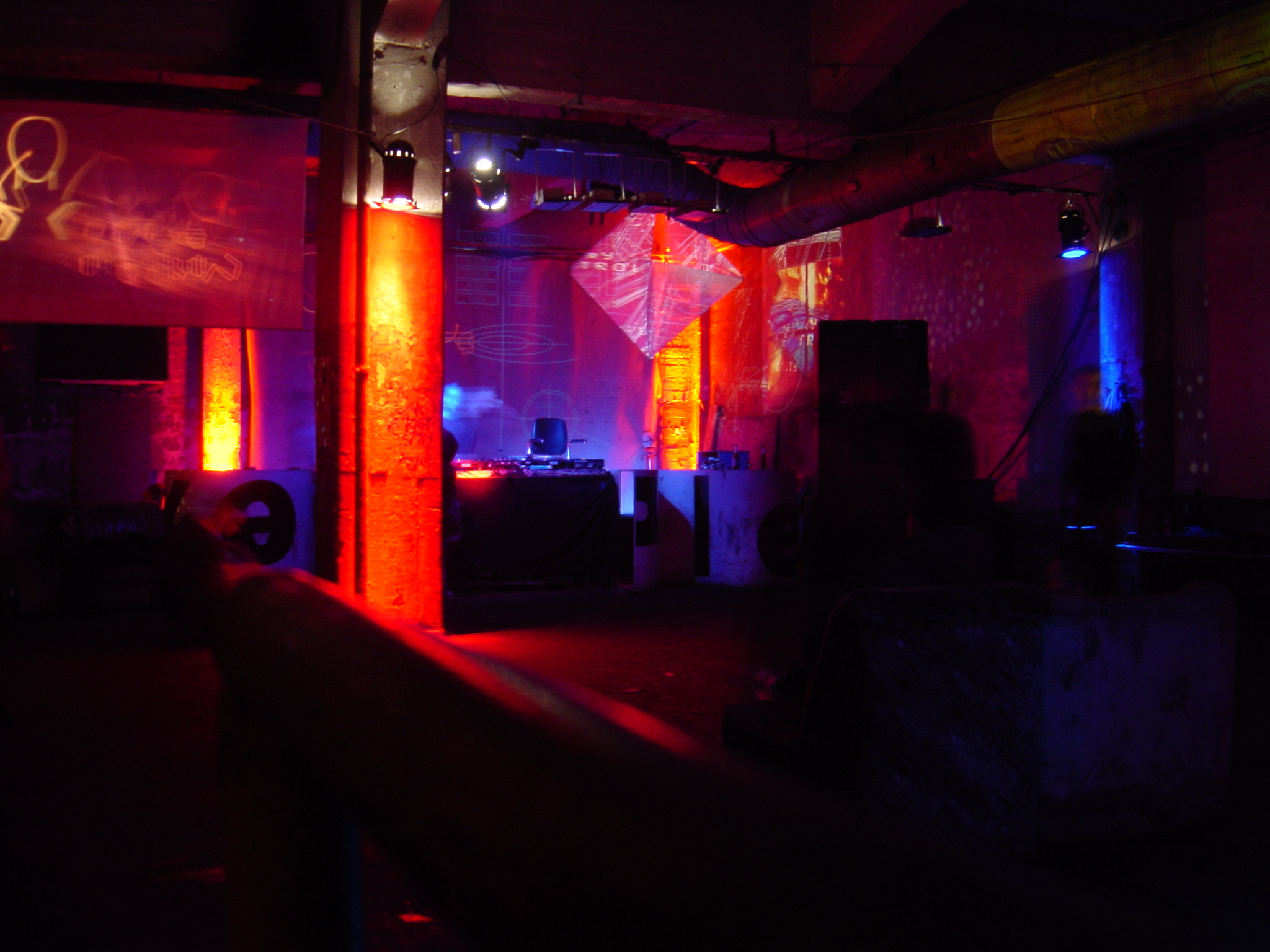
Agencement intérieur du club Deli an der Schillingbrücke.

En raison de l’importance accordée à l’extase et à la danse au sein de la culture techno, les manifestations de danse (Fêtes : fêtes dans les clubs, fêtes à ciel ouvert, fêtes spontanées, raves, etc. voir ci-après) sont devenues le genre d’événement le plus caractéristique de la scène techno. Par comparaison avec d’autres cultures musicales des jeunes, les concerts ne jouent presque aucun rôle dans la musique techno[Information douteuse].
À la racine du mouvement techno, on trouve des fêtes dans des salles dépouillées avec une atmosphère sombre, un caractère industriel et peu de meubles, comme des caves obscures, des entrepôts vides et d’anciennes usines. De tels lieux sont appelés les clubs techno ou tout simplement les clubs. De façon inédite, les différentes pistes musicales n’ont pas été jouées les unes après les autres, mais introduites à la même vitesse par un DJ et ensuite mélangées. Les clubs ont souvent porté le nom de l’ancienne fonction du bâtiment, comme le Tresor (coffre du grand magasin de Wertheim), le Bunker (abri anti-aérien), le Rohstofflager (gisement de matières premières) ou E-Werk (poste électrique). Ces lieux constituent encore aujourd’hui avec leurs événements réguliers une institution importante de la culture techno.
De par leur musique monotone et la consommation de drogue, les événements techno présentent de fortes similitudes avec les rituels ethniques de trance et de danse. Les fêtes durent plus longtemps et sont plus frénétiques que dans les discothèques ordinaires. Les événements « afterhour » se sont également rapidement développés. Ils commencent à partir du moment où la vraie fête se termine et ont pour but de prolonger la nuit.
En outre, grâce à la croissance rapide de la scène, de plus en plus grands événements ponctuels se sont tenus, parmi lesquels les raves comme le Mayday, le Nature One qui avait lieu sur le site de Pydna (ancienne base américaine où étaient stockés des missiles atomiques de longue portée) à Kastellaun et le Time Warp qui se déroule à Mannheim.
Les avis concernant ces événements sont partagés et la scène techno est très variée. Certains trouvent ces événements trop commerciaux. Cependant, les diverses raves existantes sont jugées de manière très différente. Les critiques portent également sur la mentalité dite « Ballermann » (station balnéaire à Majorque où les Allemands aiment bien aller pour faire la fête) qui règne dans plusieurs raves. Les détracteurs préfèrent souvent les petits clubs (« underground »).

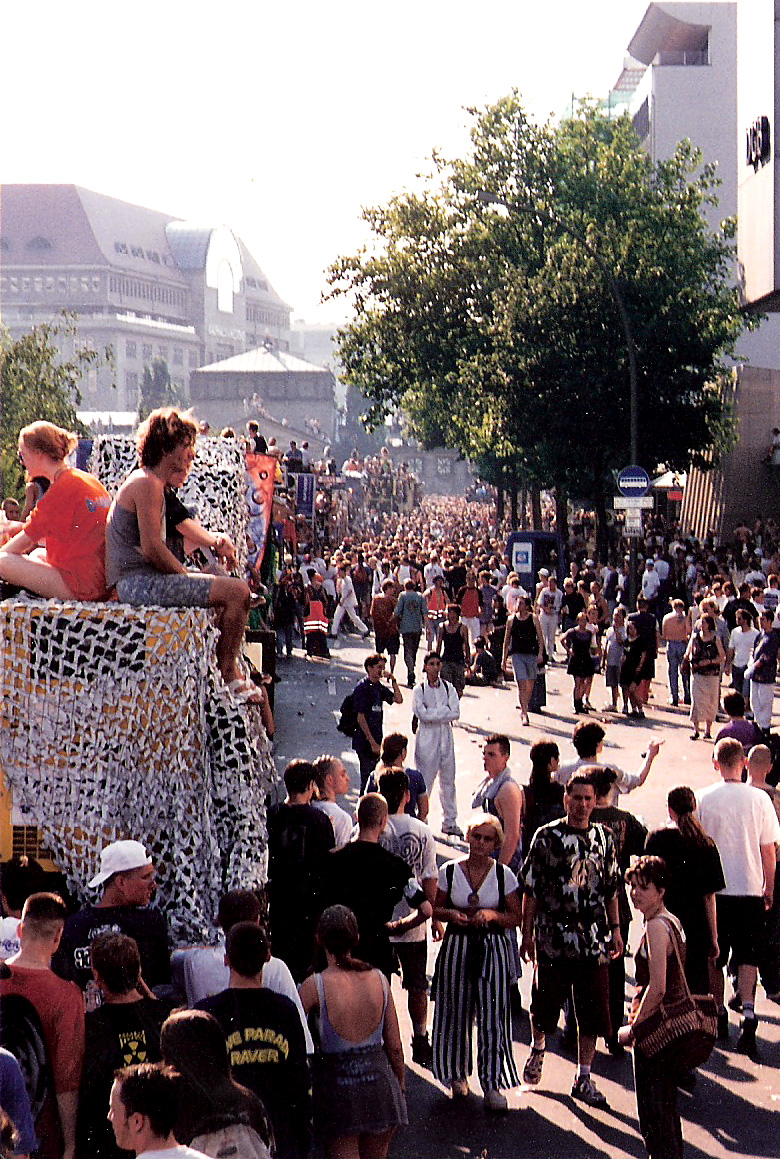
Loveparade de 1995 à Wittenbergplatz.

Les raves dont la motivation première est axée sur le profit contrastent avec les festivals et fêtes de la scène « freetekno ». Ces dernières sont animées par un système de sonorisation spécifique à la scène et se distinguent des autres genres de musique techno via la musique, même si des emprunts à l’acid techno sont observés. La plupart de ces événements sont annoncés au public de bouche à oreille pour éviter que la police n’en prenne connaissance, car ils ne respectent en général ni les mesures de sécurité ni les dispositions légales et ne sont pas officiellement autorisés. Un nombre relativement faible d’événements se font connaître à un large public, comme les grands festivals qui se tiennent tous les ans : le CzechTek, le SouthTek ou le FranceTek. Certes, plus de participants sont ainsi attirés, mais une confrontation avec les autorités de sécurité nationale devient inévitable.
La technoparade constitue une autre forme d’événement. Elle consiste en une manifestation de masse qui se déroule dans les rues des grandes villes pendant toute une journée et est reconnue un peu partout comme une manifestation (le plus souvent en faveur du paix ou de la tolérance). La toute première technoparade, et désormais la plus connue, est la Love Parade. Les opinions des membres de la scène techno sont divisées en ce qui concerne ces événements. Une contre-manifestation (la Fuck Parade) est même née à Berlin en réaction à ce premier type d’événement.
À trois reprises entre 1994 et 1996, l’événement Chromapark a eu lieu au club E-Werk. Il a constitué à la fois une exposition, un salon et une fête et a permis la présentation de l’art techno et d’autres formes de conception visuelle développées au sein de la scène techno,.

### Personnalités
En réaction au culte de la personnalité qui existe dans la musique rock, beaucoup de musiciens ont souhaité prendre de la distance par rapport au comportement de diva qui règne sur cette scène. Notre attention devrait se porter sur la musique, plutôt que sur les réalisateurs artistiques. De nombreux artistes ont employé différents pseudonymes selon les différents événements pour faire en sorte qu’on n’attache pas une grande importance à leur personnalité.
À la place des artistes eux-mêmes, le DJ est devenu le héros des masses dansantes. Des personnalités hors pair se sont très vite retrouvées au centre du mouvement, comme Sven Väth. Malgré les véritables motivations et les efforts de ses fondateurs, un culte de la personnalité (en aucun cas inférieur à celui des stars du rock) est néanmoins donc rapidement né au sein du mouvement.

### Underground et commercialisation
Comme la plupart des cultures des jeunes, le mouvement techno est né en tant qu’idéologie, mais il a dû lutter pendant longtemps contre sa commercialisation. La musique a remporté de plus en plus de succès. Le potentiel commercial de la scène a été rapidement découvert et commercialisé. Les grands événements se sont vus sponsorisés par des entreprises de renom et ont eu lieu dans les salles de concert modernes ou à ciel ouvert. À côté des pistes de danse, de grands espaces ont été créés pour le merchandising ou louées aux vendeurs (matériel DJ, vêtements, etc.). Un grand nombre de jeunes entrepreneurs ont tenté de mettre un pied sur le marché en tant qu’organisateurs afin de s’enrichir facilement. Les raves concurrentes sont allées chercher leurs adhérents et les articles dévoilant les moyens déloyaux de ces organisateurs se sont multipliés. De nombreuses entreprises ont repris la musique et les vêtements de la scène, essayant de les reproduire de manière à les faire convenir au plus grand nombre de gens possible. Avec un nombre de participants grandissant et une augmentation des coûts, la Love Parade est devenue au fil des années une fête populaire. Grâce à une association entre musique techno et énergie, les boissons énergisantes se vendent très facilement pendant les raves, en conséquence de quoi une multitude de boissons enrichies en guarana, en caféine et en taurine a été créée.
La disparition des idéaux initiaux et révolutionnaires de la scène techno, en raison de la commercialisation de la culture des jeunes et de la perte de qualité de la musique et des événements qui y sont liés, est souvent critiquée. Les frontières entre la scène commerciale et la scène underground sont de nos jours plus clairement définies. Alors que les labels et les organisateurs commerciaux et prospères misent sur les concepts de vente qui ont fait leurs preuves et se concentrent sur une cible spécifique, une scène alternative a pris racine, particulièrement dans les grandes villes. Elle ne fait pas que conserver les éléments initiaux, mais fait également office de moteur innovant du mouvement.

### Politique

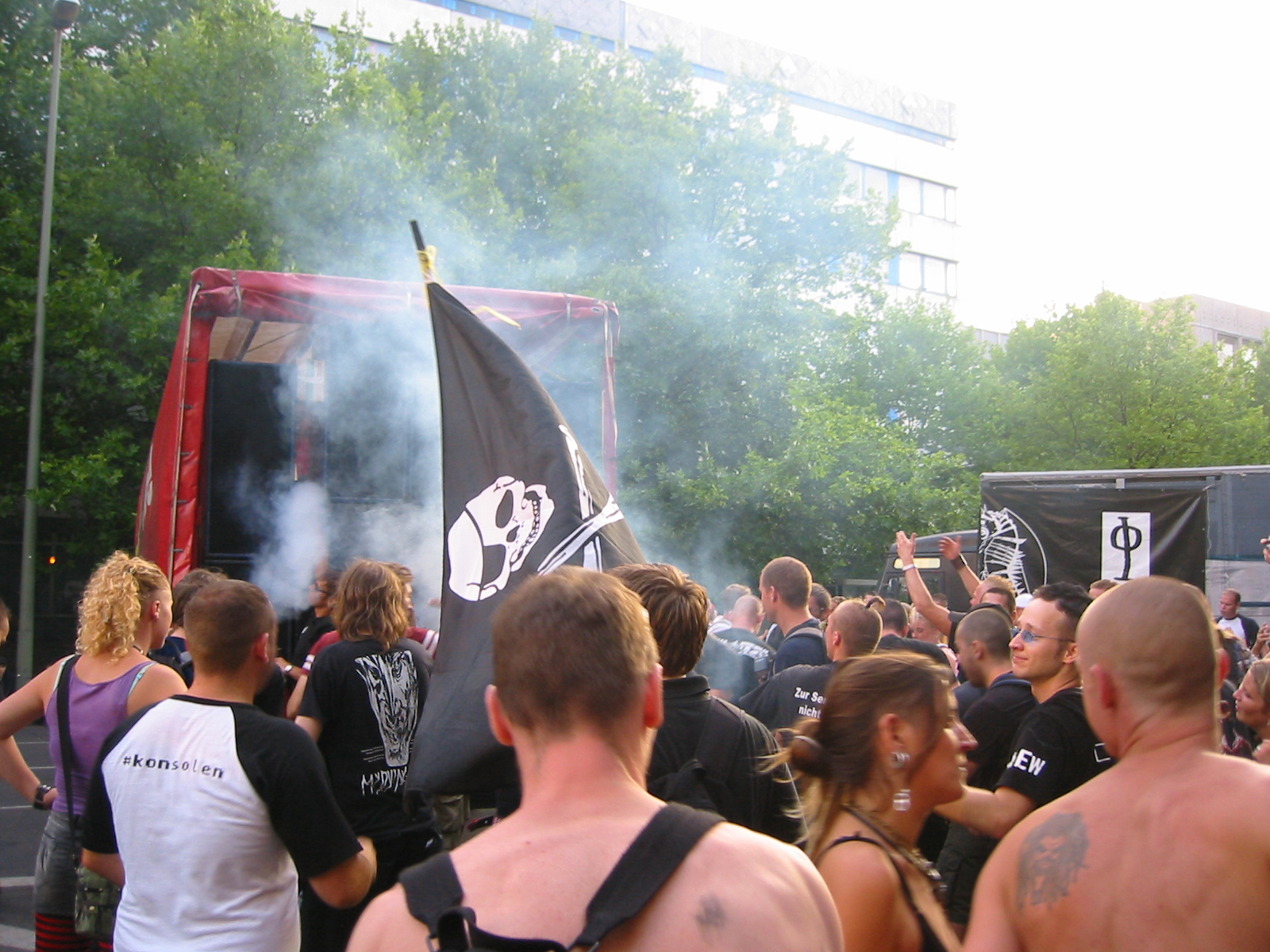
Fuck Parade en 2006.

Pendant longtemps, la question de la mesure dans laquelle le mouvement techno se penche sur des problèmes politiques ou constitue plutôt une manifestation divertissante a été posée. La Love Parade a constitué un élément déterminant de cette discussion. Elle a été habilitée à se tenir pendant 11 ans, mais son autorisation lui a été retirée en 2001 sur la base du manque apparent de contenu politique. La Fuckparade a ensuite rencontré le même problème, son autorisation lui étant retirée puisqu’elle aurait repris le concept de char de parade. Contrairement à la Love Parade, les motivations politiques de la Fuckparade ne se sont pas cependant vues critiquées au sein du mouvement techno et ses demandes politiques ont été clairement formulées. Alors que la Love Parade a ensuite évolué officiellement en tant qu’événement commercial, la Fuck Parade a été bien plus tard reconnue comme manifestation politique (à la suite d'un procès du 16 mai 2007) qui s’engage dans le maintien des espaces consacrés aux sous-cultures et apporte son soutien aux manifestations contre les groupes d’extrême droite, le précariat et les mesures nationales de répression. La danse est également devenue une forme à travers laquelle les sous-cultures expriment leurs idées afin de sensibiliser les gens aux dysfonctionnements du système politique.

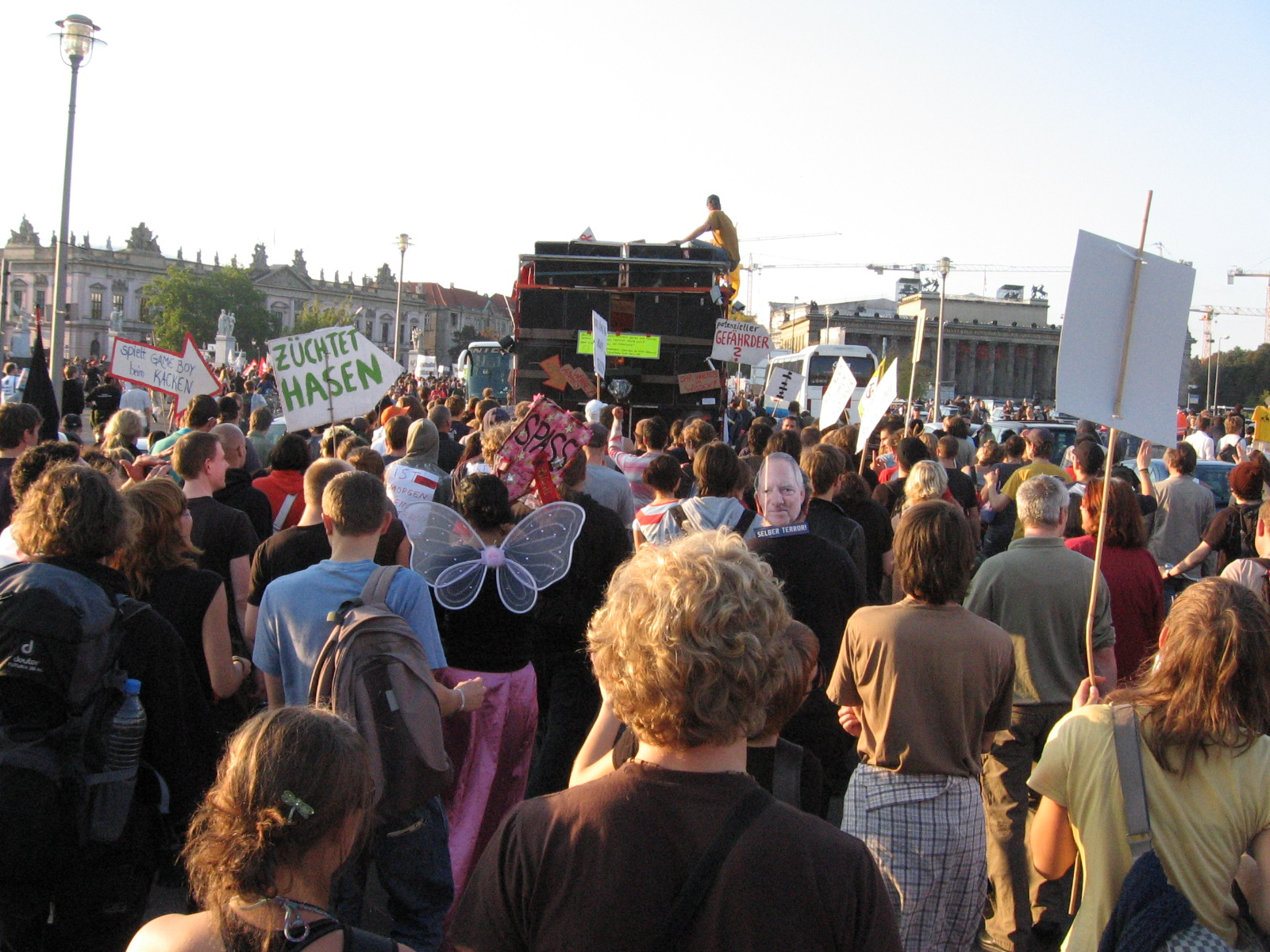
Le char techno du mouvement « Internationale Hédoniste » lors d’une grande manifestation.

Depuis 2006, le réseau « Internationale Hédoniste » agit en tant que réseau des militants de gauche appartenant à la scène techno et participe aux manifestations politiques pour souligner la joie de protester.
Alors que le genre de musique dit « gabber » ne représente aucune affiliation politique, tout comme l’ensemble de la scène techno, de plus en plus d’adhérents des univers de l’extrême-droite, de l’extrême gauche et des partis autonomes se réunissent autour de cette sous-culture. Le gabber constitue également la forme de musique principale de la Fuck Parade. Les membres du groupe de musique Atari Teenage Riot figurent parmi les représentants bien connus à la fois du monde de l’extrême-gauche et également celui du gabber, du breakcore et de la techno hardcore.
La scène freetekno appartient tout aussi au mouvement autonome, représentant une variante qui critique la commercialisation des raves et de la musique techno. Son développement a été marqué par des influences provenant du mouvement hippie.
Une parade techno suit de nouveau son cours dans les rues de Berlin en 2015 avec le Zug der Liebe (train de l’amour), officiellement autorisé auprès des autorités et renonçant à toute forme de sponsoring ou de contenu commercial. Selon les organisateurs, les participants ont manifesté en faveur de la sympathie, de la charité et de l’engagement social. Parmi les demandes concrètes de la parade ont figuré « une solution humaine à la question européenne des réfugiés, un politique régionale en faveur de la culture, la préservation des espaces verts, une vie sans pauvreté ou gentrification, un développement durable des villes et une société tolérante dans laquelle le mouvement Pegida ne trouverait pas sa place. »

### Drogues

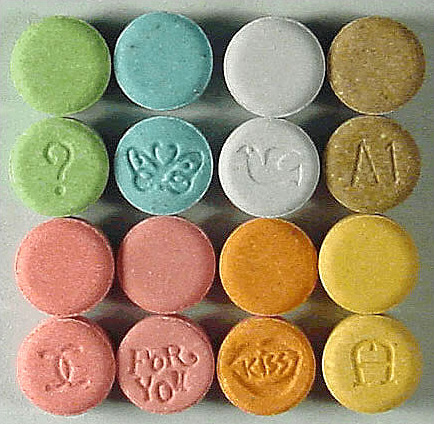
Comprimés d’ecstasy.

Selon les critiques, les drogues comme l’ecstasy et les amphétamines seraient inextricablement liées à la culture techno. La quantité de substances illégales confisquée par les autorités lors de raids dans les soirées techno au début des années 1990 a suscité un fort débat dans les médias. En conséquence, des associations comme Eve & Rave ainsi que des organisateurs ont commencé à diffuser des campagnes de sensibilisation sur les risques et les dangers de ces drogues auprès des principaux stands d’information sur les événements et à distribuer des tracts. De par sa popularité grandissante et un public toujours plus présent, la techno est un thème récurrent dans la presse. On entend alors par « techno » sa musique ou plutôt sa culture qui n’est plus forcément directement associée, aux yeux du public, à la consommation de drogue.

## Diffusion
Selon les sondages, la proportion de population qui écoute principalement de la techno stagne. Ainsi, pour les années 2012 à 2015, le nombre d’allemands de plus de 14 ans qui « aiment » ou « aiment beaucoup » écouter des styles musicaux tels que la « Techno & House » demeure presque inchangé et se situe autour de 15 millions. Cependant, il est difficile de savoir si ces personnes s’estiment également appartenir à la « culture techno » ou bien à une « scène », ou si nous sommes plutôt témoins d’une évolution.
Dans les Sinus-Milieus (modèle qui classe les individus selon leur statut social), il est largement reconnu que le sous-groupe Sinus C2 (expérimentalistes) prend volontiers part à des « Techno-Events ». Ce groupe représente environ 6,3 pour cent de la population allemande et a des valeurs très progressives. Il concerne cependant plutôt la couche inférieure de la classe moyenne. Toutefois, ce groupe s’identifie expressément mais pas exclusivement par ce style de musique. Par ailleurs, il apparaît que les membres des autres couches de la scène techno sont parfois sur les routes, ce qui signifie qu’il faut s’attendre à une composition globalement hétérogène. Il est également nécessaire d’expliquer que les slogans comme Electronic Dance Music (EDM) utilisés par les House-DJs comme David Guetta, ont pour conséquence d’attirer des millions de spectateurs mais provoquent également leur rejet par d’autres parties du public.

## Scènes locales

### Allemagne

#### Berlin

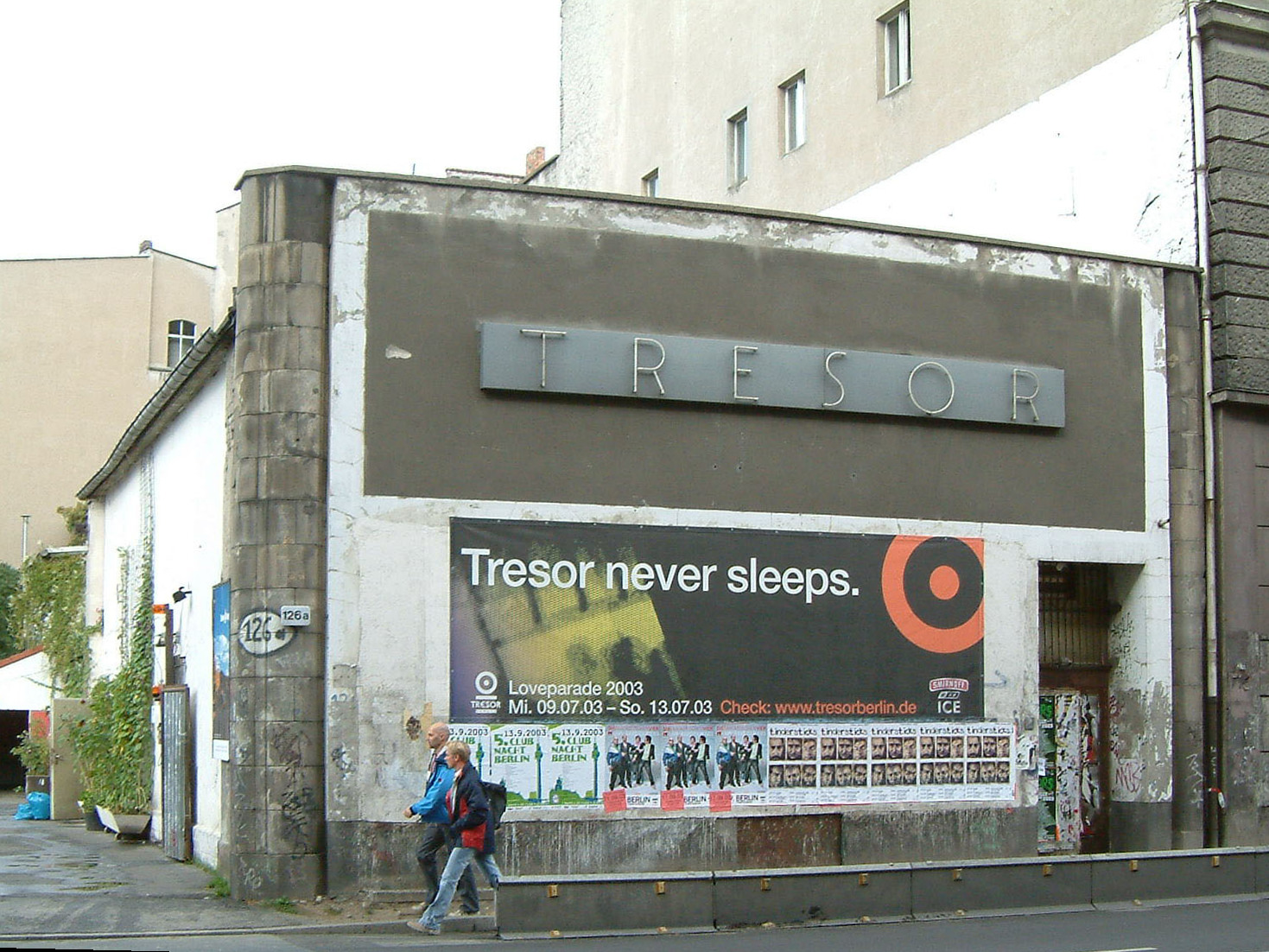
Le club Tresor sur la Leipziger Straße.

Berlin a marqué de façon décisive le développement de la culture techno en Allemagne, ce qui est toujours le cas aujourd’hui, que ce soit par le développement actuel et précoce de la ville de Francfort (Main), cela serait dû à la grande diversité des clubs en ville, aux DJs mais surtout, au public. Les spécificités juridiques comme l’absence de couvre-feu et l’espace libre généré par la chute du mur de Berlin au début des années 1990 ont fait le reste.
L’ouverture de l’Ufo, en 1988 puis celle du Turbine Rosenheim en 1989 font de ces clubs les premiers Acid-House-Clubs de Berlin-Ouest. À la même époque, l’émission de radio SFBeat qui appartient à l’ancienne station SFB 2 de Monika Dietl est le média le plus important de la scène. En plus de diffuser des musiques acid house, elle fournit des bons plans de sorties en code car les soirées underground sont alors illégales. L’origine de la plupart des premiers clubs provient du fait qu’après la réunification, beaucoup des maisons et bâtiments industriels de la partie est de Berlin se retrouvent vides et n’ont officiellement plus de propriétaire ce qui offre ainsi beaucoup de place à de nouvelles idées. L’optimisme provoqué par de nombreux nouveaux habitants ainsi que par les résidents actuels de Berlin-Est a fortement favorisé le développement d'un nouveau genre musical et d’infrastructures. Les premiers clubs techno qui ont émergé peu après la chute du Mur et qui ont influencé la scène nationale étaient le Planet, le E-Werk, le Tresor et le Bunker. En raison de l'absence de couvre-feu, les manifestations peuvent durer plus longtemps que dans d’autres régions. Se développent alors rapidement les premiers clubs Afterhours comme le Walfisch puis plus tard l’EXIT. On observe par ailleurs l’émergence des premiers clubs techno dont le concept met l'accent sur la liberté sexuelle et le fétichisme (voir l’article Kitkatclub). En 1989 a lieu la première Love Parade sur la Kurfürstendamm qui contribuera plus tard de façon significative à faire de Berlin la capitale de la techno. Avec la Fuck Parade, on observe également la naissance en 1997 d’un mouvement opposé. Le Hard Wax est considéré comme l'un des premiers disquaires à vendre de la musique électronique et reste un lieu de rendez-vous de renommée mondiale pour les amateurs de ce style de musique. La Technosound typique de Berlin évolue entre la techno minimale et la microhouse. Dans ce contexte, le label BPitch Control d’Ellen Allien est bien souvent mentionné. Comparé à d'autres villes, les sous-cultures alternatives de la techno sont particulièrement prononcées à Berlin. Des manifestations plus grandes et plus commerciales attirent la plupart des ravers des régions environnantes. Les lundis soir du Electric Ballrooms au SO36 comptent parmi les événements hebdomadaires les plus mémorables de 1995 à 2005 et même plus tard sous un autre nom et de façon isolée.

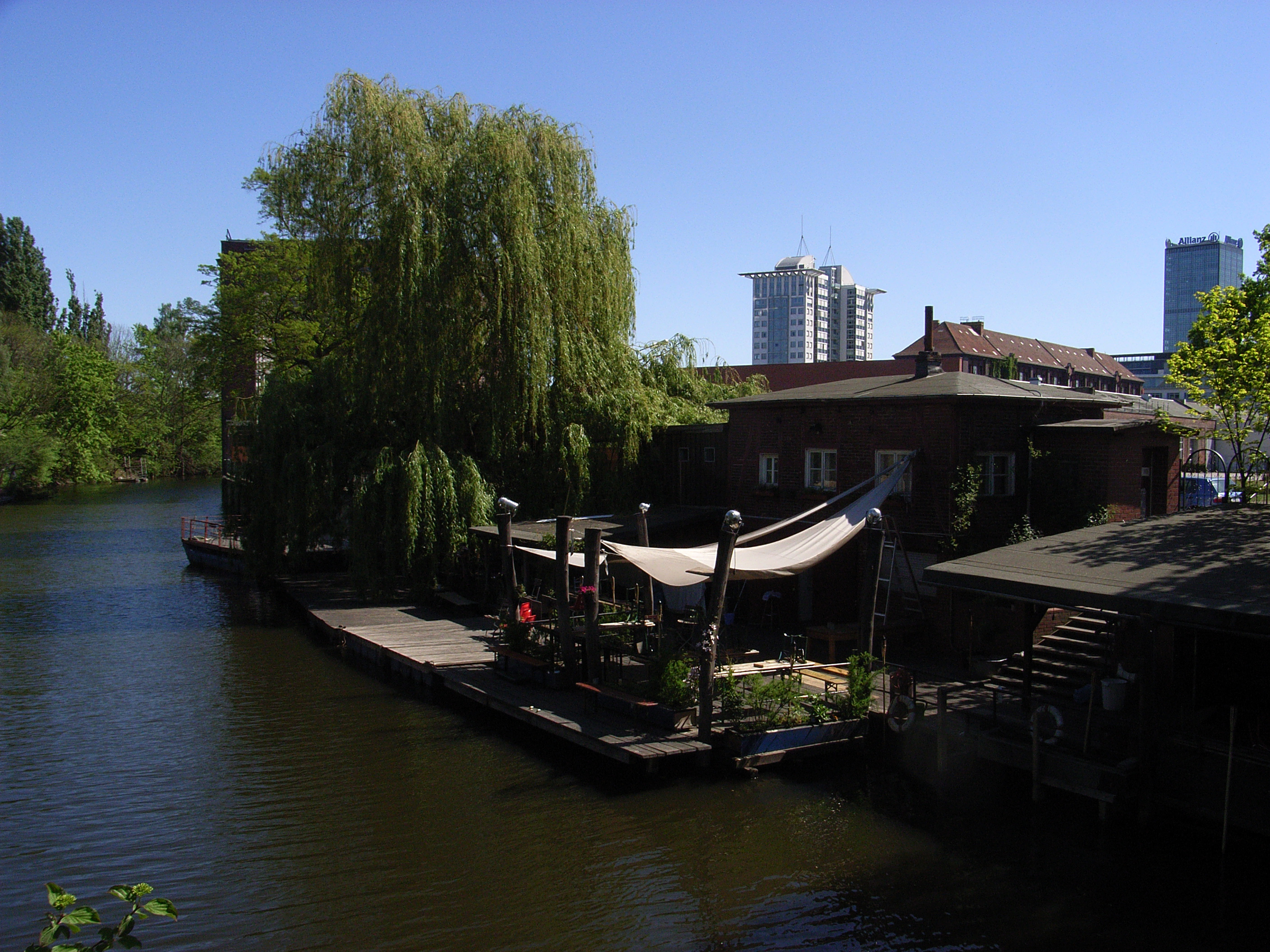
Vue sur l’extérieur du Club der Visionäre en 2007.

Au cours des années 2000, se crée une atmosphère festive aux alentours de la Mühlenstraße le long de la Spree et dans les quartiers voisins de Friedrichshain et de Kreuzberg, ce qui attire chaque week-end des touristes amateurs de raves venant de toute l'Europe. Cette affluence internationale qui caractérisait auparavant le week-end de la Love Parade, marque aujourd’hui la scène et les concepts de différents clubs,.
Après la dernière Love Parade de Berlin en 2006, une technoparade similaire voit le jour en ville en 2015 avec le Zug der Liebe (train de l’amour). Cette dernière est de nouveau annoncée comme une manifestation et se passe de sponsoring (voir supra).

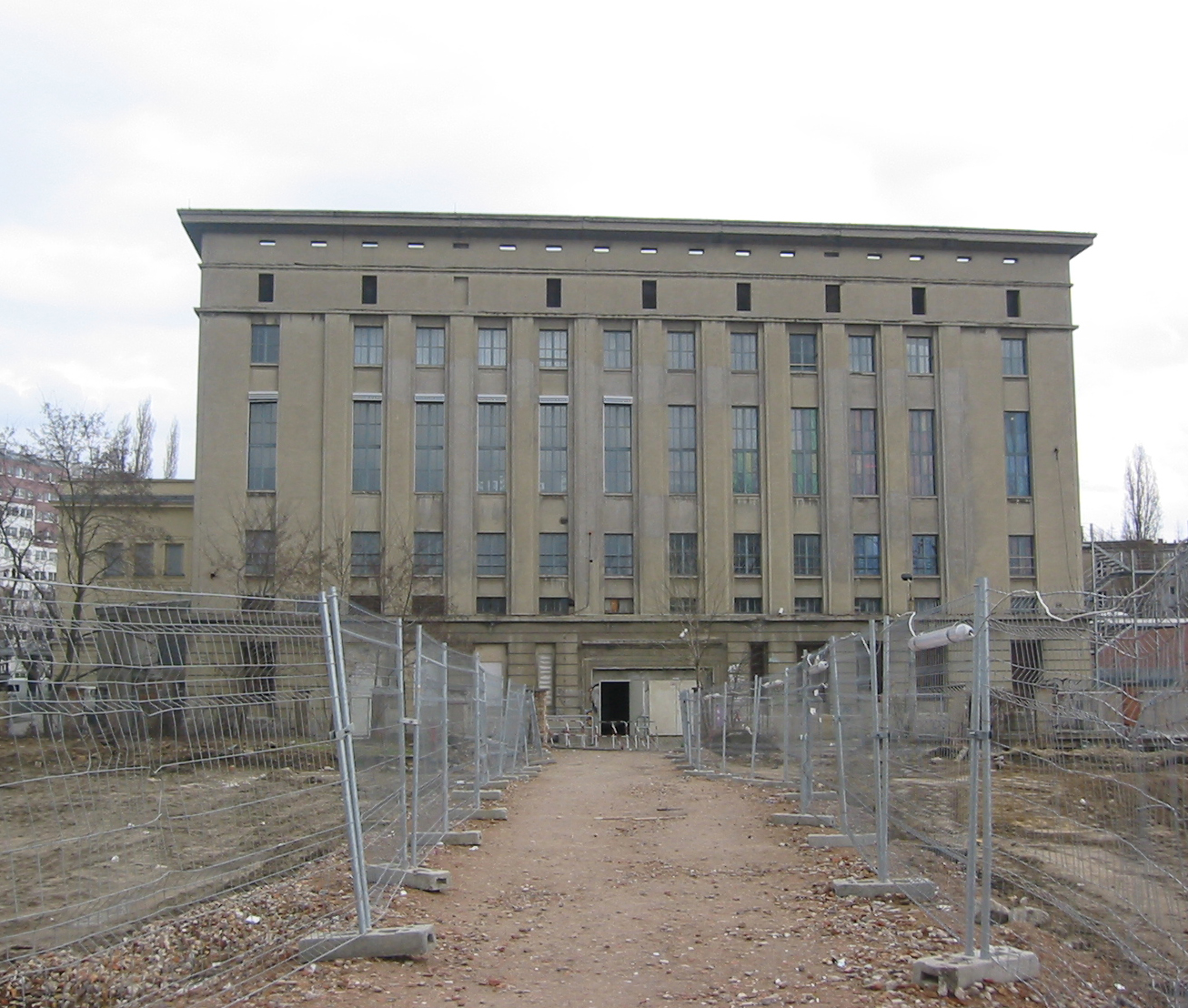
Le Berghain.

Nous comptons parmi les lieux les plus populaires des clubs comme le Berghain, le Tresor, le Watergate, le Sisyphos, le Golden Gate, le Club der Visionäre, le Wilde Renate, le Ritter Butzke, le Kater Blau ou le Kitkatclub,. Beaucoup de ces clubs sont connus pour leur politique très stricte de sélection à l’entrée. Cela signifie que même dans des petits clubs ou des structures en apparence peu fréquentées, une partie importante des clients sera recalée à l’entrée par les videurs malgré une attente d’une heure parfois et ce, sans raison apparente. La question d’un soi-disant code vestimentaire fait à nouveau l'objet de discussions en ligne et hors ligne, mais dans la plupart des cas, les clubs se terrent dans le silence et ne fournissent aucune explication exacte sur leur politique d'admission. De nombreux facteurs autres que les vêtements rentrent apparemment en ligne de compte. En 2015 par exemple, dans le but d’attirer l’attention des médias internationaux, un anonyme a annoncé sur Craigslist qu’il proposait une entrée sans problème au Berghain et au Kater Blau contre un billet 100 euros. Bien que les dessous de cette affaire ainsi que son authenticité demeurent floues, cette annonce est à l’origine de débats houleux sur les réseaux sociaux et a fait l’objet d’une importante couverture médiatique,,,.
Reimund Spitzer, l'un des propriétaires du Golden Gate a déclaré dans une interview accordée au taz, que le distinguo de la scène de Berlin réside dans le fait qu'il ne s’agit pas de sortir pour « voir et être vu » : « On sort faire la fête pour aller à la rencontre de soi. Pour trouver des idées. Pour réfléchir. C’est un concept totalement inconnu pour beaucoup d’étrangers ». Le journaliste Tobias Rapp, auteur en 2009 d’un ouvrage très remarqué par la scène techno de Berlin (voir infra), estime qu’aujourd’hui, la scène active de Berlin se compose « d’environ 10 000 personnes ».
Depuis quelque temps, nous entendons sans cesse parler d’une prétendue disparition des clubs. Cela est en partie dû au fait que certains clubs de renommée internationale tels que Bar 25 disparaissent (bien que remplacés par d'autres clubs). D'autre part, à partir de 2014, le débat est alimenté par des articles du New York Times ou de Rolling Stone, qui affirment que les meilleurs moments de la culture techno de Berlin sont révolus,. Cela est cependant contesté dans les médias,,.

##### Films
- Joachim Haupt : Techno City - Ein Wochenende in der Berliner Szene, SFB 1993

#### Hambourg

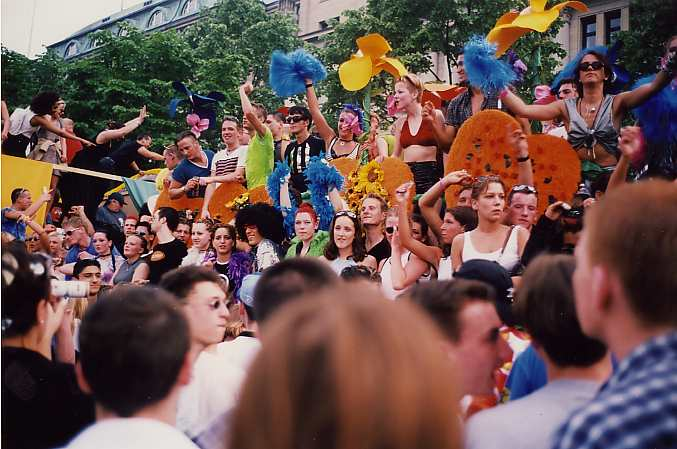
G-Move sur la Jungfernstieg en 1997.

En 1993 ouvre sur la Groβe Freiheit de Hambourg le Tunnel Club qui est le dernier club de cette époque toujours ouvert après plusieurs déménagements sur la rue Seilerstraße près de l’avenue Reeperbahn. Grâce à Tunnel Records, le club a dès le départ un label qui est toujours actif aujourd'hui. En 2000 apparaît dans les gros titres la fermeture temporaire du Tunnel après que ce dernier a été considéré comme un point de rendez-vous pour le trafic de drogues par les autorités.
Grâce au Generation Move naît en 1995 une technoparade qui a lieu tous les ans lors du samedi de Pentecôte, et ce jusqu'en 2004. Cependant, alors que le nombre de participants commence à diminuer, l’événement est annulé en 2005 et se déroule en 2006 et en 2007 à Kiel.

#### Düsseldorf et Neuss
Dans la région de Düsseldorf, le club Rheingold dans la salle Rheingoldsaal située près de la gare centrale de Düsseldorf et le club Tribehouse à Neuss passaient pour des temples de la culture techno. Ce dernier s’est placé en tête de liste des Dance Music Awards de 2004. Les deux clubs ont fermé entre-temps. Le 25 septembre 2010, le Tribehouse a rouvert sous le nom de 102 Club (selon le numéro de la rue). D’autres endroits à noter sont le Kriesgrube Neuss, le Salon des Amateurs, le Baka Gajin et des événements artistiques affiliés. L’été, des fêtes gratuites ont lieu à l’air libre au Kunst im Tunnel.

#### Francfort-sur-le-Main
Aux côtés de Berlin, Francfort-sur-le-Main est devenue à la fin des années 1980 une importante métropole du mouvement et passait, notamment au début des années 1990, pour la capitale de la techno de la même manière que Berlin. Plus tard, certains labels, musiciens et rédactions de journal ont transféré leur siège à Berlin. Durant quelque temps, il y a eu une concurrence féroce entre les protagonistes des deux villes.

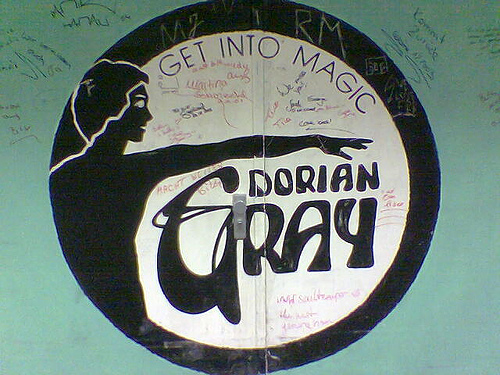
Entrée du Dorian Gray.

En 1984, le Talla 2XLC a ouvert ses portes en tant que première discothèque d’Allemagne spécialisée exclusivement sur la musique électronique. C’est à partir du flyer du club qu’est né Frontpage, le plus important magazine du mouvement. Parmi les clubs importants des premiers temps on comptait l’Omen, tenu par Sven Väth et connu pour ses nuits excessives, le Dorian Gray, qui s’est fait un nom en vertu tout particulièrement de manifestations « Afterhour », et le XS (plus tard appelé le Box), qui offrait une plateforme pour la house et le drum and bass. Puisque la scène n’était pas encore divisée entre ses différentes sous-cultures, on avait souvent tendance à jouer de la techno dure dans les clubs le vendredi et à se focaliser sur des sons plus doux de House le samedi. À partir des labels comme Harthouse et EyeQRecords, le Sound of Francfort a atteint sa troisième période. Parmi les DJ influents et les représentants de ces sons, il y avait Sven Väth, Mark Spoon et DJ Dag. Le U60311 jusqu’en janvier 2013 et le Cocoon Club jusqu’en novembre 2012 étaient d’importants clubs. Parmi les scènes de musique dominantes, on trouve depuis 1991 le Delirium, qui se spécialise sur la distribution de disques et de vêtements de soirée. Aujourd’hui, Francfort est imprégnée de Schranz et de techno dure à travers des DJs comme Chris Liebing ou Felix Kröcher (tous deux au U60311).
Parmi les festivals aux alentours de Francfort on compte par exemple le Green&Blue, le Love Family Park et jusqu’à 2004 le Sound of Frankfurt.

##### Films
- Roberto Cappelluti, Broka Herrmann: Im Technorausch - 60 Stunden Dauerparty, Hessischer Rundfunk, 1996

#### Cologne et Bonn
En 1988/89, il y avait à Cologne le Rave Club, vraisemblablement le premier club de Cologne dans lequel on jouait de la House. En 1990, le Space Club ouvrait, avec entre autres Roland Capser comme DJ résident.
En 1991, le Warehouse ouvrait à Cologne comme club de techno influent, mais dû cesser toutes ses activités en 1994 après une descente de police. La techno minimale et la microhouse sont souvent citées comme son caractéristique de Cologne. Le label Kompakt a, à ce sujet, beaucoup d’influence.
Casper a fondé le Psycho Thrill dans le Ballhaus (plus tard le club slam) à Bonn en 1993.

#### Leipzig / Halle

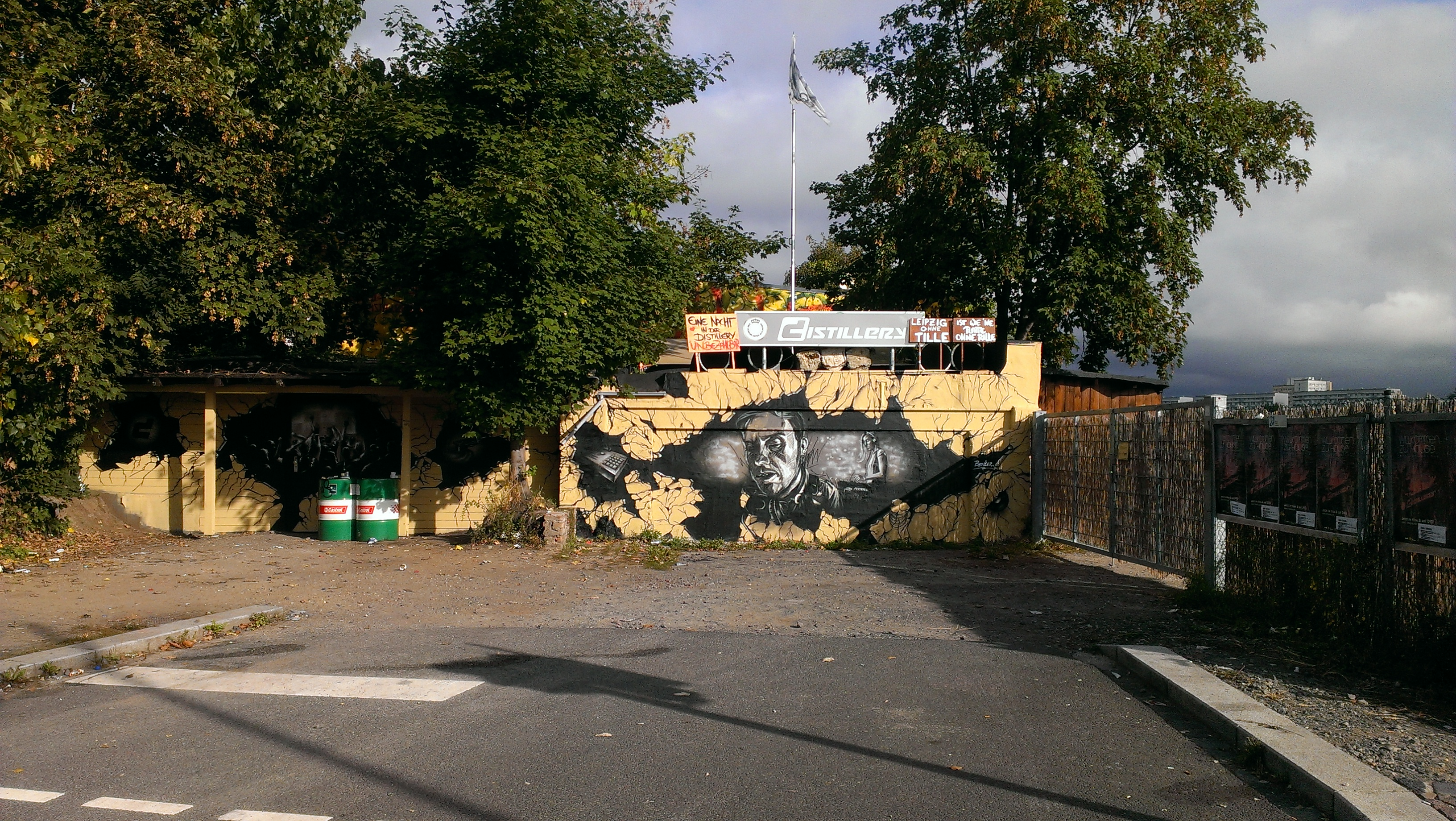
Distillery.

À Leipzig, la Distillery est le plus ancien club de techno de l’Allemagne de l’Est en dehors de Berlin. Aux côtés de la Distillery, d’autres clubs existent tels que le Alte Damenhandschuhfabrik et l’Elipamanoke. Le Moon Harbour Recordings passe pour l’un des plus influents labels de la ville avec les sous-labels Cargo Edition et Curl Curl. Le fondateur et le chef de Moon Harbour est Matthias Tanzmann. Les artistes Sven Tasnadi et Daniel Stefanik, diffusés par les labels comme Poker Flat Recordings, Cocoon Recordings et Freude am Tanzen proviennent également du Moon Harbour. Deux festivals se sont également établis dans les environs de Leipizig. C’est le cas de Think, proche de la Distillery, et de Nachtdigital, qui est, entre autres, organisé par le Leipzigois Steffen Bennemann. Au-delà de ça, il y a à Leipzig une scène très dynamique de Drum-and-Bass autour de l’Ulan Bator Crew.
À cause de sa proximité avec Berlin, Leipzig est sans cesse comparée à la capitale en ce qui concerne la culture techno et l’on entend par endroits le dicton selon lequel « Leipzig est le nouveau Berlin ». Ce point de vue a été établi par un article du Zeit, qui célébrait le volume important des fêtes illégales de Leipzig, alors que Berlin serait devenu entre-temps trop commercial. Apparemment, c’est pour cette raison qu’une partie de la scène techno a émigré vers Leipzig.
La ville de Halle a reçu en 2013 une attention médiatique nationale, après que le maire récemment élu mais n’appartenant à aucun parti Bernd Wiegand ait respecté sa promesse électorale et ait donné un cadre juridique aux fêtes spontanées en plein-air – un aménagement jusqu’ici unique à l’échelle fédérale. Il y avait déjà eu des fêtes en plein air illégales depuis les années 2000 dans la ville, souvent sous le label Tanztag, par exemple dans le Galgenbergschlucht, qui ont toutefois parfois été annulées par la police. D’après les nouvelles règles, seul un douzième de la surface de la ville est accordé comme emplacement libre, les organisateurs doivent uniquement remplir un formulaire 24 heures à l’avance et les limites de 500 invités attendus et de 103 décibels ne doivent pas être dépassées,. En outre, il y a dans la ville plusieurs clubs de techno, comme le Chaise Lounge, le Charles Bronson et le Station Endlos. La scène techno de la ville a engendré entre temps des artistes connus dans l’Allemagne entière, comme Kollektive Super Flu ou Monkey Safari.

#### Munich

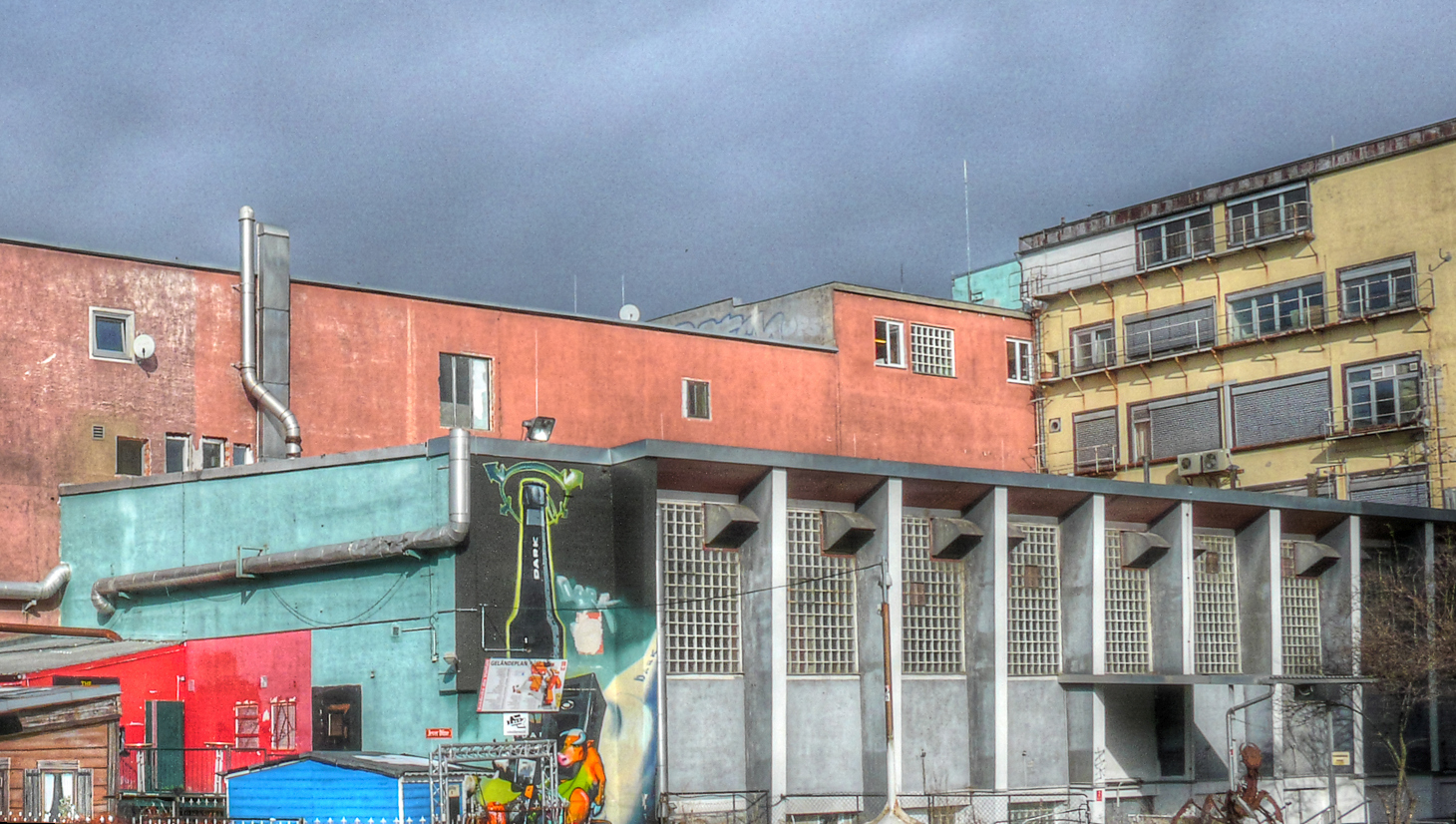
Ultraschall II (1996–2003).

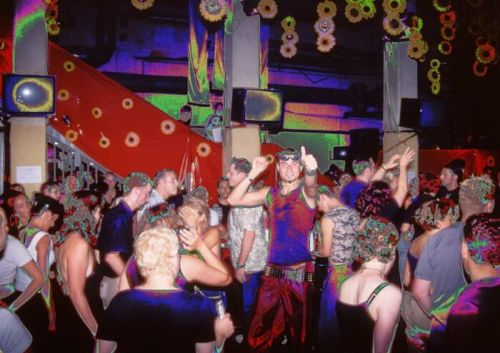
KW – Das Heizkraftwerk.

Lors de la vague d’acid house, la Eta-Halle a ouvert ses portes à la fin des années 1980 dans la rue munichoise de DachauerStraβe en tant que l’un des premiers Clubs Underground pour la musique électronique. Dans le local de danse Gröβenwahn, DJ Hell organisait en 1990 ses premières fêtes techno. Le concept des Afterhours est apparu pour la première fois au Babalu Club. C’est là que sont nées les séries de manifestations Technomania et Technodrome, de même que le disquaire du DJ Tommy Reichhold et de Woody. En 1992, les halles du vieil aéroport de Munich Riem, où l’événement Rave City se tenait, ont ouvert leurs portes. Le Disko B, label influent de la musique dansante électronique a été fondé en 1993 par Peter Wacha, qui a fondé un an plus tard l’Ultraschall, comme premier club de techno, dans les anciennes buanderies de l’aéroport. En 1993, la filiale munichoise du magasin de disques techno Délirium fut ouverte, d'autres magasins connus étaient le Optimal, le Neutronic et le Container. Après la fermeture du Babalu, les Afterhours du dimanche ont émigré vers la Halleluja-Halle, à partir de laquelle est né le Tempel. Le Pulvertum était également un lieu de rencontre et de manifestation apprécié à cette époque.
En 1994, le fanzine Partysan a été fondé à Munich. Les sets de Ritual of Life de Sven Väth étaient également légendaires.
Grâce au Union Move naît en 1995 une technoparade avec jusqu'à cent mille participants qui a lieu tous les ans jusqu'en 2001.
En 1996, le International Deejay Gigolo Records label a été fondé par DJ Hell à Munich. La même année, les clubs de techno Ultraschall II, KW – Das Heizkraftwerk et Natraj Temple (un club de la psytrance) ont été ouvertes dans le grand site abandonné de l'usine Pfanni.
En 2003, les exploitants de l’Ultraschall ont ouvert le Harry Klein dans la rue Sonnenstraβe, et respectivement le Rote Sonne sur la place Maximiliansplatz.
DJ Hell, Richard Bartz, Monika Kruse, Acid Maria et Tom Novy sont des musiciens influents de la scène locale.

#### Mannheim, Heildelberg, Ludwigshafen
À Mannheim et Heidelberg, la scène techno est relativement homogène. Il y avait, au milieu des années 1990, une petite scène innovante et progressive de musique électronique autour du club HD800 et de labels tels que Shitkatapult, Source records, Mole Listening Pearls, Workshop et même HD800. En parallèle existait en ces lieux une scène caractérisée par la jungle et la drum and bass, qui très tôt déjà s’orientait sur le hardcore britannique et a contribué massivement à l’évolution en Allemagne.

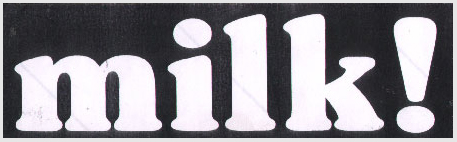
Milk!-Logo.

En raison du couvre-feu et d’une politique restrictive en matière de drogues dans le Bade-Wurtemberg, les manifestations techno et les clubs n’ont dans ce Land que des possibilités limitées. Parmi les premiers lieux de manifestation on comptait le Milk! à Mannheim, le Normal à Heidelberg et à côté de ceux-ci le Loft dans la Rhénanie-Palatinat et le WalzMühle à Ludwigshafen. Le Humpty de la région s’est révélé être un magasin de disques influent, de la même façon que Goa Records, le Delirium de Mannheim, le Freebase de Mannheim tout comme le Monotone Recordstore. Les DJs Move D, Groover Klein, D-Man et Bassface Sascha ont participé massivement à l’évolution de la scène musicale.

##### Films
- Claudia Barthold, Katja Batzler, René Hamann, Daniel Herbert, Bastian Thomanek : Jungle68, 2002

### Autriche
Même si au départ, il n’y avait aucun DJ techno importants en Autriche, une scène techno locale est apparue dans la région de Linz. Outre Linz, avec entre autres l'atelier de la ville, l'ancien bâtiment de l'usine de chaussures de kaolin Kamig à Schwertberg, plus connu sous le nom de « Canal », a également joué un rôle important. Tout cela a donné naissance à des collectifs techno autrichiens qui portent aujourd’hui le nom de sound systems Freetekno. Ces sound systems comme Uran-C, Chemotaxis et Teamtrash étaient également représentés lors de soirées techno dans les pays voisins.

## Médias

### Radio
À la fin des années 1980 et au début des années 1990, l’émission SFBeat, animée par Monika Dietl, égaye les soirées du samedi et devient culte pour tous les amateurs de la scène techno berlinoise. D’abord diffusée par la station SFB 2 puis par Radio 4U, elle sera rebaptisée par la suite The Big Beat. En plus d’être au fait des dernières nouveautés musicales de la scène techno, les auditeurs étaient également tenus informés des prochaines soirées, mais sous forme de codes bien sûr car, à l’époque, les soirées underground étaient illégales. Cette émission est suivie de Marusha en 1990 avec Dancehall sur DT64. Alors que Dietl renoncera plus tard à sa carrière à la radio, Marusha animera l’émission Rave satellite sur Fritz jusqu’en 2007. Sur Kiss FM, Ellen Allien tiendra son propre programme intitulé Braincandy jusqu'en 1997. De son côté, le Hr3 Clubnight concentre de plus en plus son programme sur les sets de DJ house, techno et trance. Partyservice, présenté sur 1 Live par Piet Blank (Blank and Jones), puis par Moguai, était également connu. En 1997, Evosonic, dirigée par DJ Mike S. (Chris-Maico Schmidt) et son équipe de Stuttgart ainsi que par Frank Heitmeyer, principal actionnaire, devient la première station de radio du câble à consacrer une émission entièrement consacrée à la musique électronique. C’est aussi en 1997 que la station de radio orientée techno Sunshine Live devient opérationnelle à Schwetzingen. En raison de sa grande popularité et de sa spécialisation musicale, elle continue aujourd’hui encore d’être diffusée dans les régions nord du Bade-Wurtemberg (où elle dispose comme Stuttgart exclusivement de fréquences FM terrestres). Pendant des années, elle a tenté d’être diffusée à l’échelle nationale et a en partie réussi grâce au réseau câblé et à la diffusion par satellite. Par ailleurs, il existe aujourd’hui une variété de webradios qui se spécialisent dans des secteurs très spécifiques de la musique électronique.

### TV
Au milieu des années 1990 la culture musicale s’est tellement bien établie que des émissions de télé voient le jour. Marusha anime le magazine consacré à la jeunesse Feuerreiter, d’abord diffusé sur la chaîne ORB, puis sur ARD. VIVA, la chaîne jeunesse, lance l’émission Housefrau avec les DJ Mate Galic et Sabine Christ et diffuse régulièrement le Mayday en direct. Sur la chaîne BR, l’émission Space Night, d’abord consacrée à la musique d’ambiance et de relaxation se reconvertit pour se consacrer à la scène techno pour un programme nocturne qui connaîtra beaucoup de succès. Chaque année, la Love Parade est également diffusée, par des stations de télévision locales auparavant avant d’être plus tard retransmise en direct sur le câble.

### Magazines
FrontPage a été le premier magazine exclusivement consacré à la culture techno. 1000 Clubzine paru pour la première fois en 1992, a également marqué les esprits. Suivi de Groove et Raveline, qui au départ étaient financés exclusivement par la publicité et disponibles dans les soirées techno, dans les clubs et les magasins branchés.
De la multiplication des flyers chaque semaine est née l'idée de les rassembler dans un dossier au format DIN A5 et de compléter avec des informations et des articles. C’est ainsi que les magazines Flyer et Partysan ont été créés, tout comme Sub Culture ensuite et Mushroom, consacré à la scène goa.
Après la faillite du magazine FrontPage, certains éditeurs fonderont plus tard le magazine De:Bug.

### Films

#### Longs-métrages
Le long-métrage Human Traffic réalisé par Justin Kerrigan en 1999, illustre de façon parodique les ravers britanniques et raconte le week-end d’excès d’un groupe de fêtards. Le film Groove - 130 bpm, sorti en 2000, se concentre sur la scène rave aux États-Unis et raconte une fête techno illégale de San Francisco.
Le film à sketches be.angeled avec Mark Spoon, décrit les expériences de plusieurs personnes avant, pendant et après la Love Parade de 2000 à Berlin. En 2008, le film Berlin Calling sort avec comme tête d’affiche le producteur de musique Paul Kalkbrenner qui y joue le personnage principal. Ce film se concentre sur le style de vie d'un seul DJ techno et aborde également les problèmes de cette scène, notamment ceux liés à la drogue.

#### Documentaires
Le documentaire Berlin Techno City, sorti en 1993, montre les débuts de la scène techno à Berlin, avec entre autres, Marusha, Tanith et Mijk van Dijk. De même, le dixième épisode de l’émission Pop 2000 traite de la scène techno actuelle.
En 1996, la station de radio de Hesse produit le documentaire Im Techno Rausch – 60 Stunden Dauerparty, qui tente de suivre et d’interviewer un groupe de fêtards de la région de Francfort-sur-le-Main pendant toute la durée d’un week-end. La même année, La Sept-Arte produit le documentaire Universal Techno.
Le film Jungle68 montre la région de Mannheim, bastion de la scène jungle et drum and bass.
En 2006, le film Feiern – Don’t forget to go home, réalisé en Allemagne, montre des interviews notamment de Ricardo Villalobos et André Galluzzi.
Le documentaire en anglais Modulations – Cinema for the ear, sorti en 1998 parle de la musique électronique contemporaine et montre de nombreuses entrevues avec des musiciens connus de la scène techno, notamment de la scène techno de Détroit.
Pour le film We Call It Techno !, sorti en 2008, des images anciennes de la scène techno en Allemagne ont été compilées de 1988 à 1993.
En 2012 est sorti le documentaire Bar25 – Tage außerhalb der Zeit, qui parle des gens traînant autour du club berlinois Bar 25.
En 2014, la chaîne de télévision Arte consacre à la culture techno deux documentaires diffusés à très peu de temps d’intervalle à l’occasion du 25e anniversaire de la culture techno. D'une part, le documentaire de Dimitri Pailhe, Willkommen im Club - 25 Jahre Techno, montre l’évolution de ce mouvement depuis les années 1980. D’autre part, le documentaire de Rolf Lambert, Party auf dem Todesstreifen - Soundtrack der Wende, se concentre sur les évènements de l’année 1990 et s’inspire du livre Der Klang der Familie (voir infra).